# Salon Carré

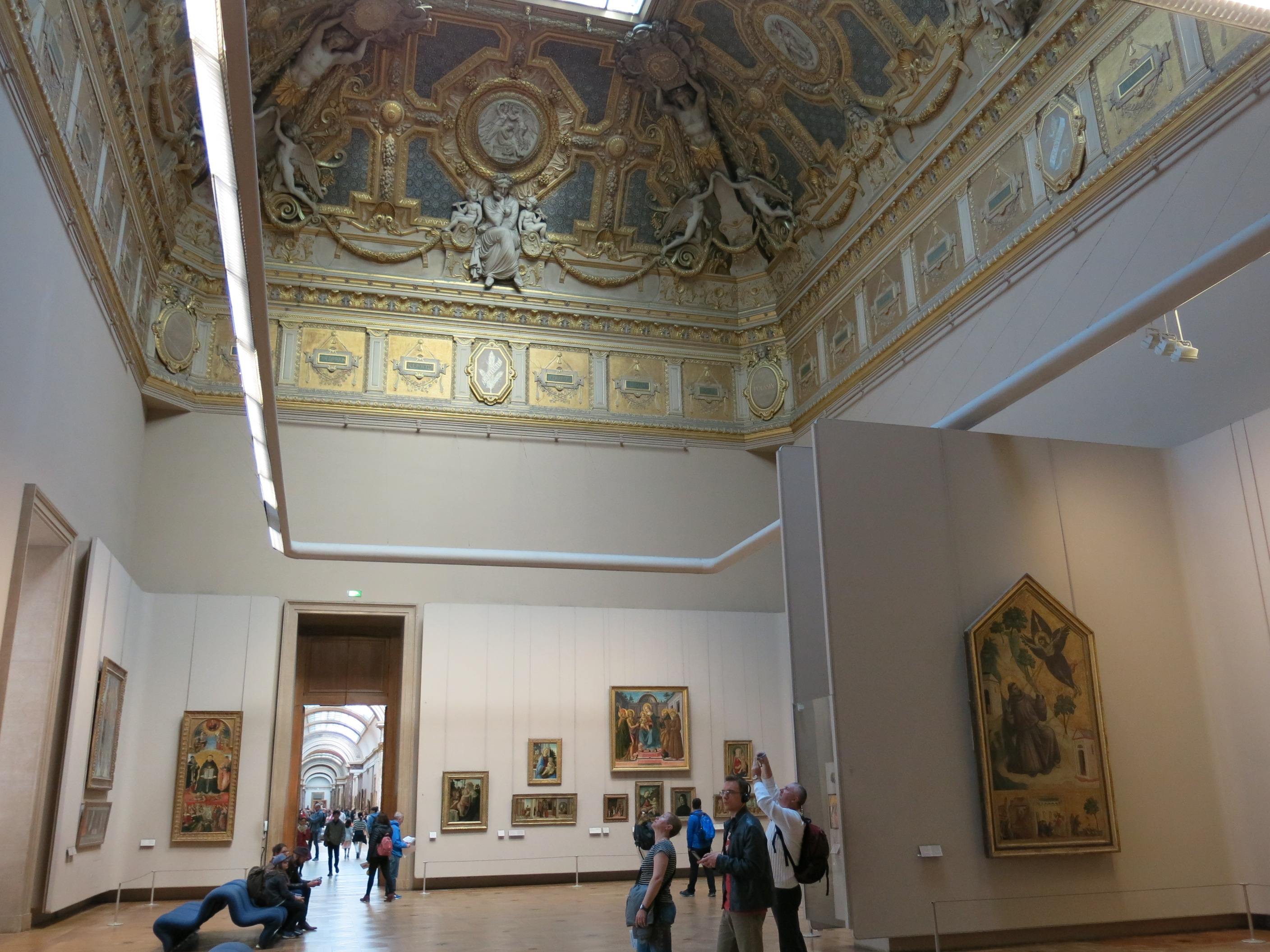
Le Salon Carré

Le Salon Carré est une salle emblématique du palais du Louvre, créée dans ses dimensions actuelles lors d'une reconstruction à la suite d'un incendie en février 1661. Il a donné son nom à la longue tradition des Salons, expositions d'art contemporain à Paris qui eurent leur apogée entre 1725 et 1848. Depuis 1849, le Salon Carré est utilisé exclusivement par le musée du Louvre, qui y expose actuellement la peinture italienne de la Renaissance.

## Histoire
Lors de la construction de la Grande Galerie à la fin du XVIe et au début du XVIIe siècle, une salle séparée a été créée à son extrémité est au-dessus du Salon des Ambassadeurs, au rez-de-chaussée. Cette pièce supérieure était connue à l'époque sous le nom de Grand Salon ou Salon du Louvre. Cette salle a été détruite avec la Galerie des Rois voisine par l'incendie du 6 février 1661. Louis Le Vau la reconstruit sur un plan élargi, incluant un espace supplémentaire au nord qui lui donne plus de largeur et son nom actuel, même si son plan est rectangulaire et non carré.
Au XVIIIe siècle, la salle était utilisée comme Salon de peinture, ce qui a conduit à la construction d'escaliers successifs afin de lui donner une entrée dédiée. Dans les années 1780, sa conception fut débattue dans le cadre des premiers plans visant à créer un musée permanent dans la salle, ce qui entraîna la création en 1789 d'une verrière dans sa toiture, conçue par Charles-Axel Guillaumot, l'un des premiers exemples de ce type à des fins d'exposition d'art.
Le 2 avril 1810, Napoléon et Marie-Louise d'Autriche mènent un cortège depuis le palais des Tuileries jusqu'à la Grande Galerie à l'occasion de leur mariage, célébré dans le Salon Carré, temporairement transformé en chapelle,.
En 1848, le nouveau directeur du Louvre, Philippe-Auguste Jeanron, obtient avec succès le déménagement du Salon à l'extérieur du Louvre, afin que le Salon Carré soit consacré à un usage muséal permanent. La salle fut ensuite redécorée par l'architecte Félix Duban, avec le sculpteur Pierre-Charles Simart créant un plafond richement décoré de stuc doré célébrant les artistes français du passé, plafond toujours en place. La salle réaménagée fut inaugurée le 5 juin 1851, en même temps que la Grande Galerie, la Galerie d'Apollon et la Salle des Sept-Cheminées rénovées.
En 1972, la muséographie du Salon Carré est refaite avec un nouvel éclairage suspendu, conçu par l'architecte du Louvre Marc Saltet avec le concours des designers André Monpoix, Joseph-André Motte et Pierre Paulin.

## Galerie

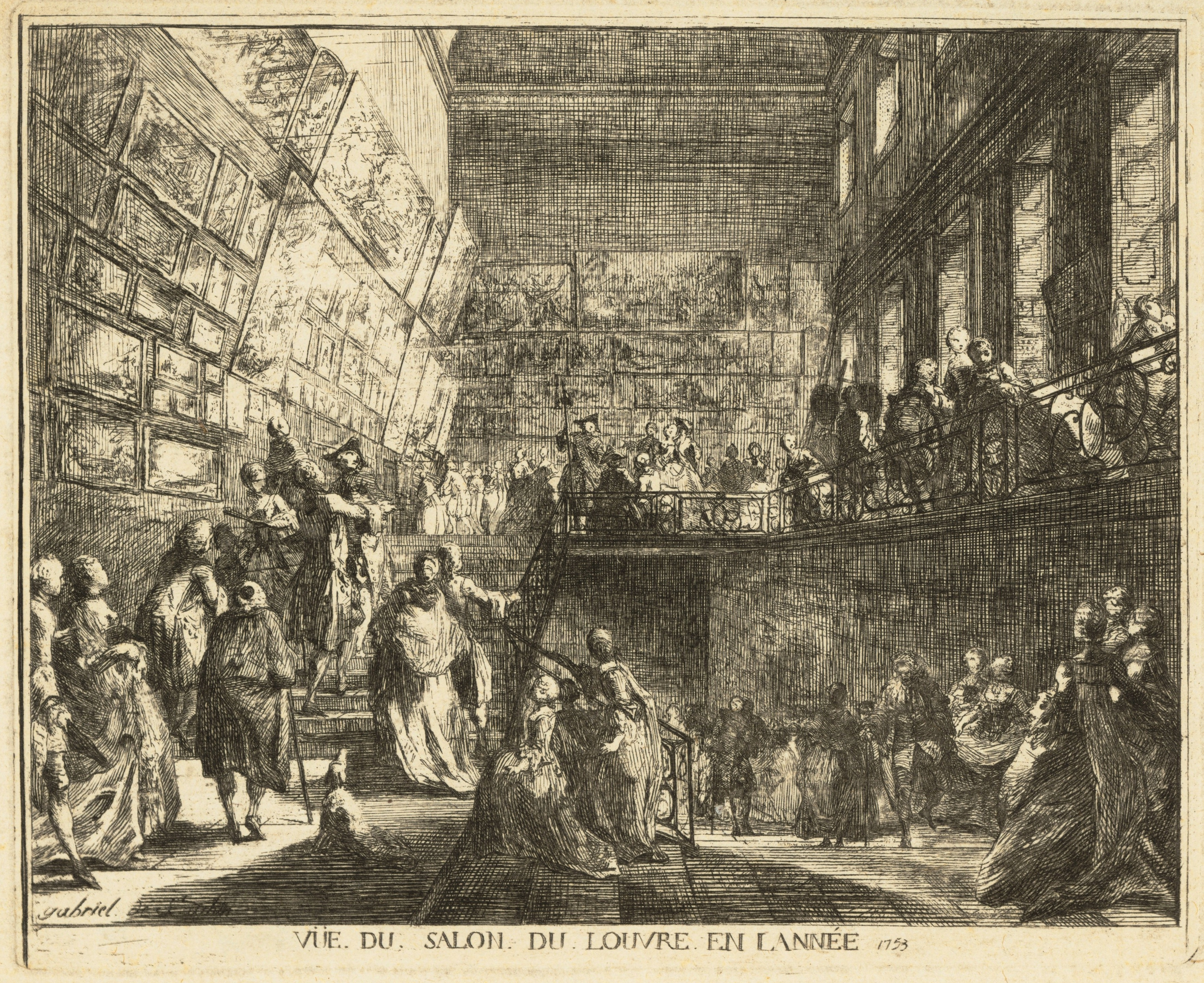
Le Salon de 1753, par Gabriel de Saint-Aubin (Metropolitan Museum of Art)
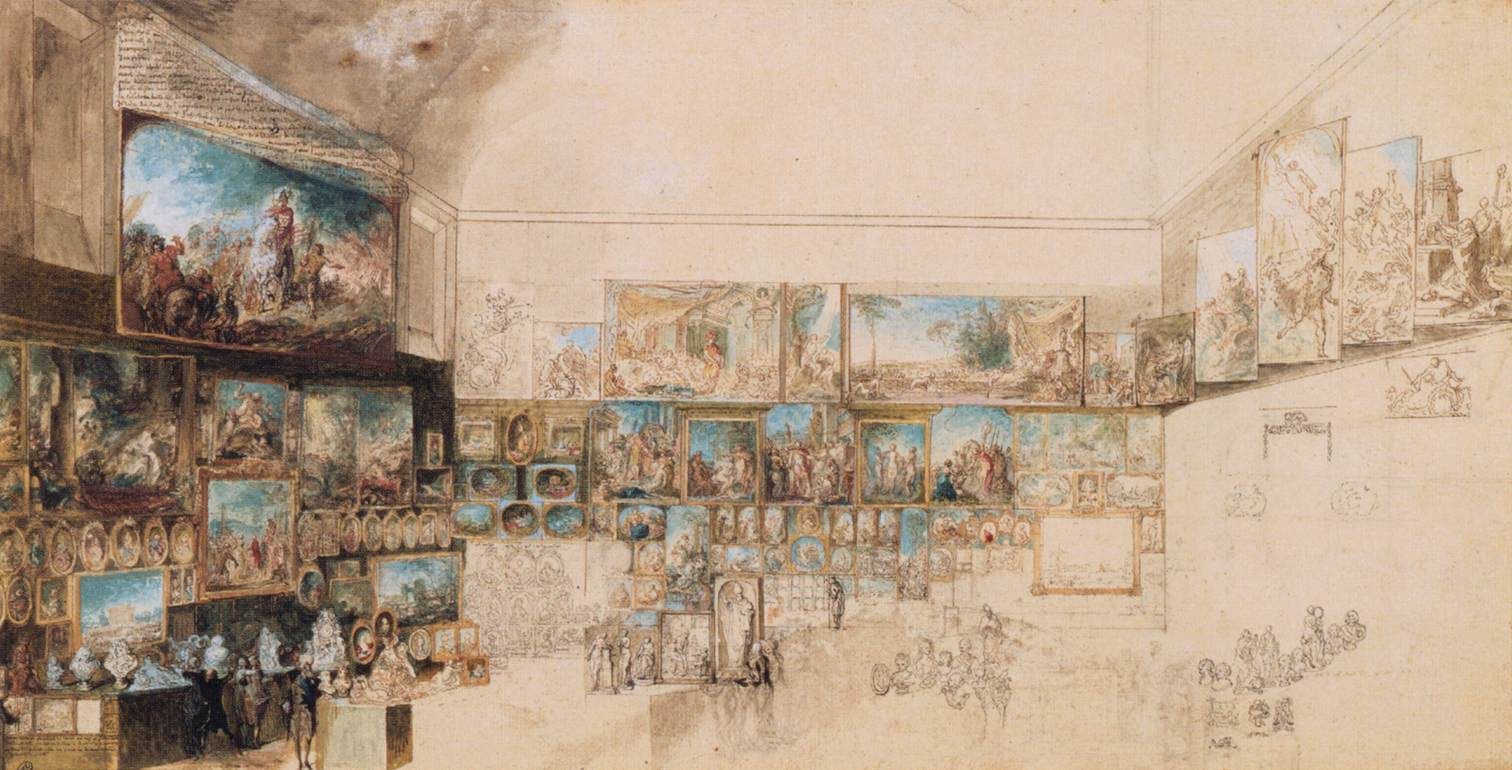
Le Salon de 1753, par Gabriel de Saint-Aubin (Louvre)
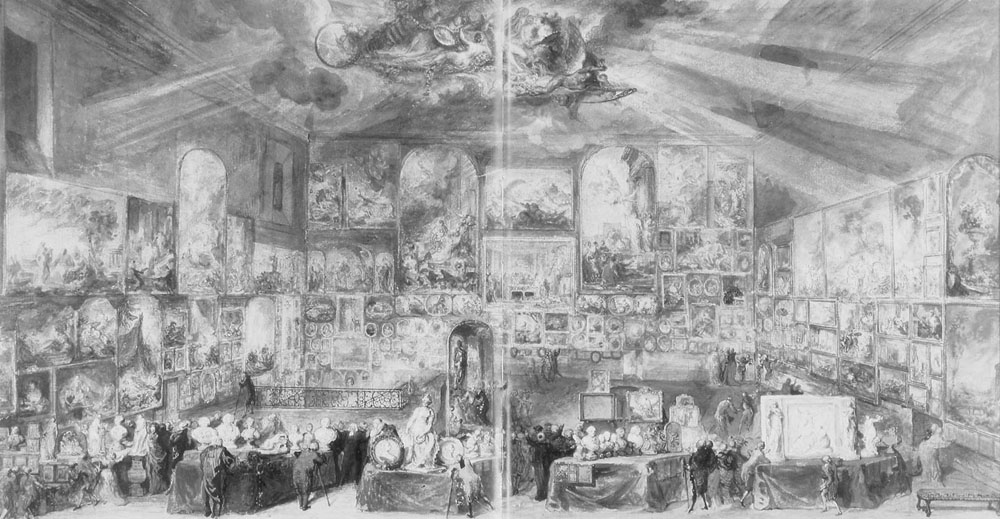
Le Salon de 1767, par Gabriel de Saint-Aubin
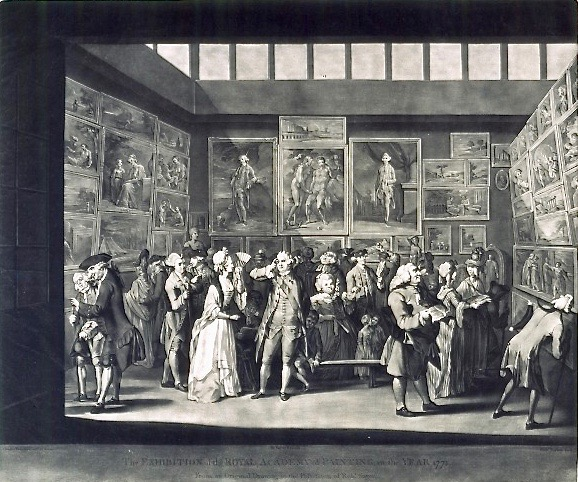
Le Salon en 1771, gravure d'après Charles Brandoin
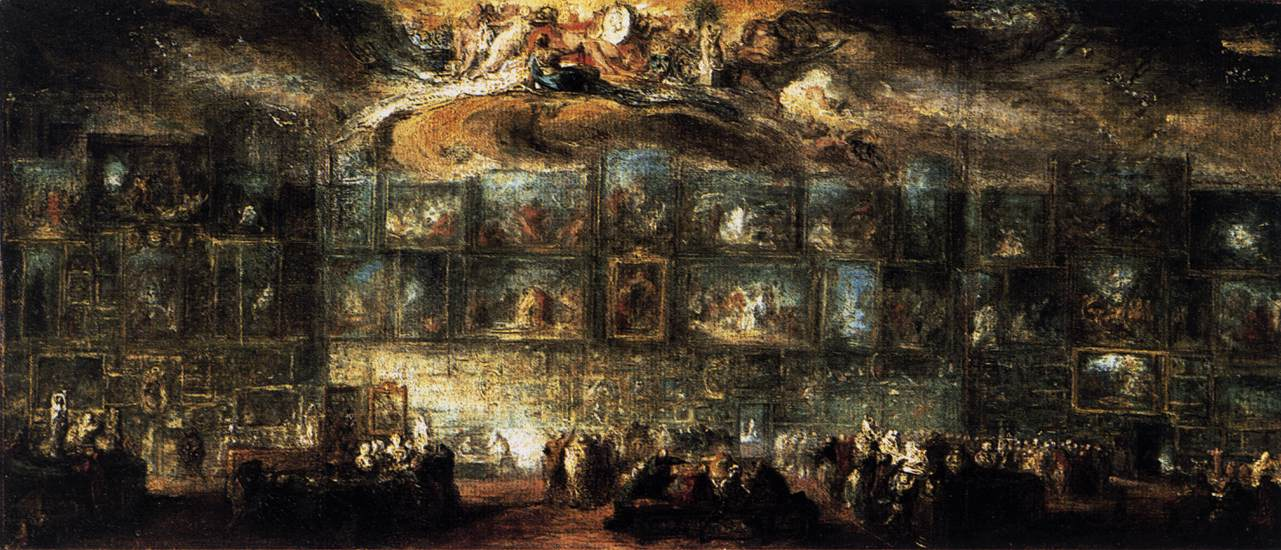
Le Salon de 1779, par Gabriel de Saint-Aubin (Louvre)
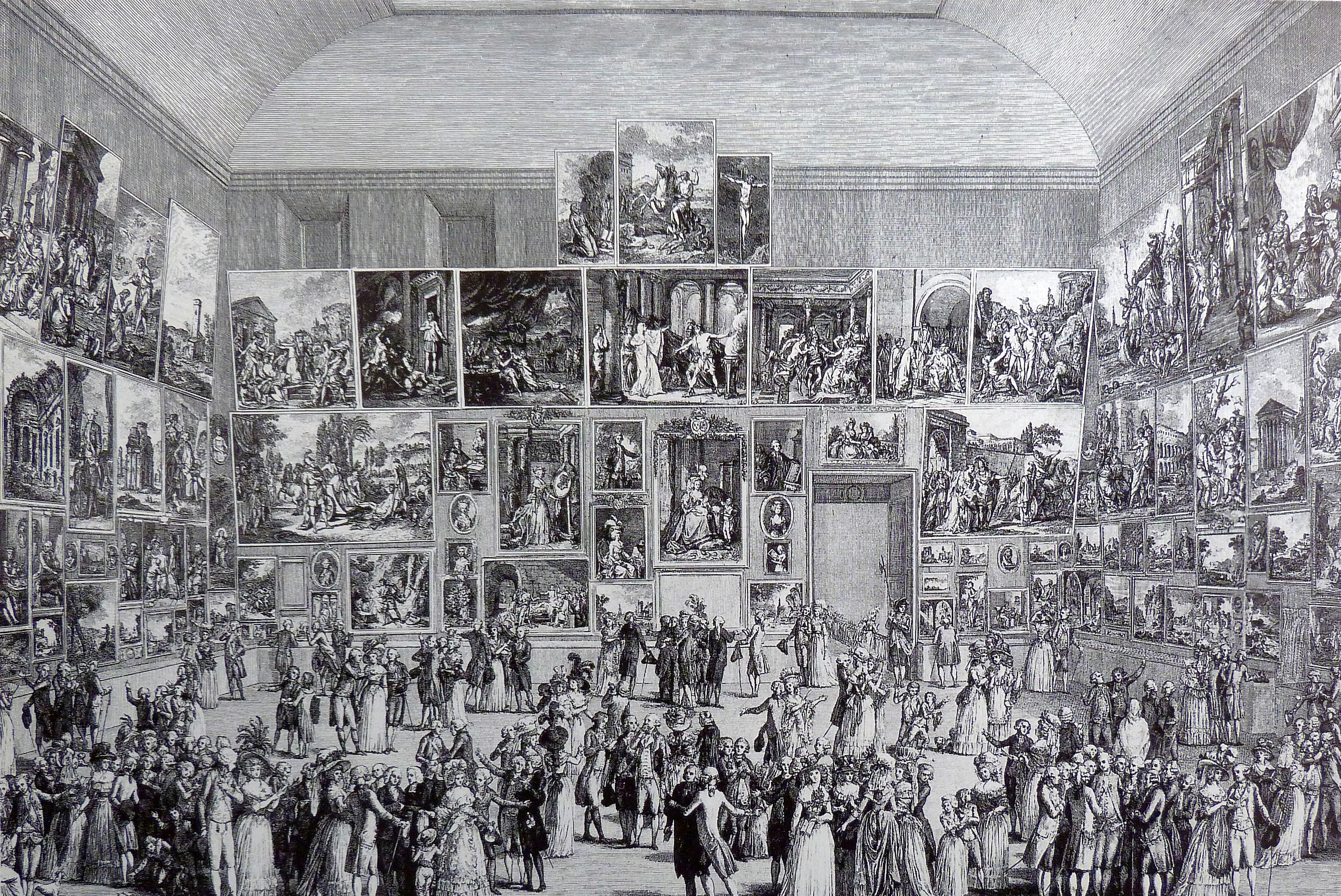
Le Salon en 1787, gravure de Pietro Antonio Martini
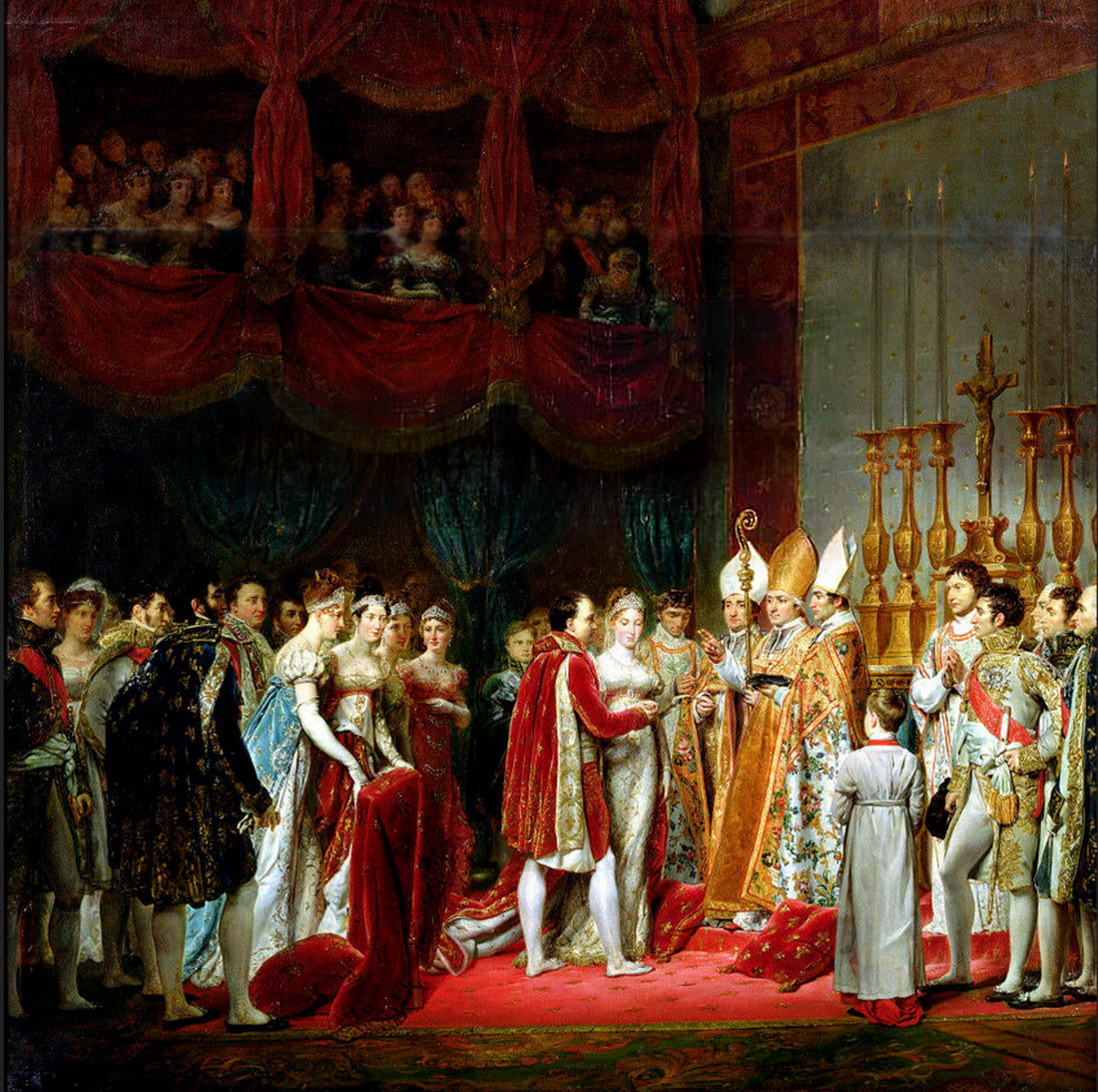
Le Mariage de Napoléon et de Marie-Louise par Georges Rouget, 1810 (Château de Versailles)
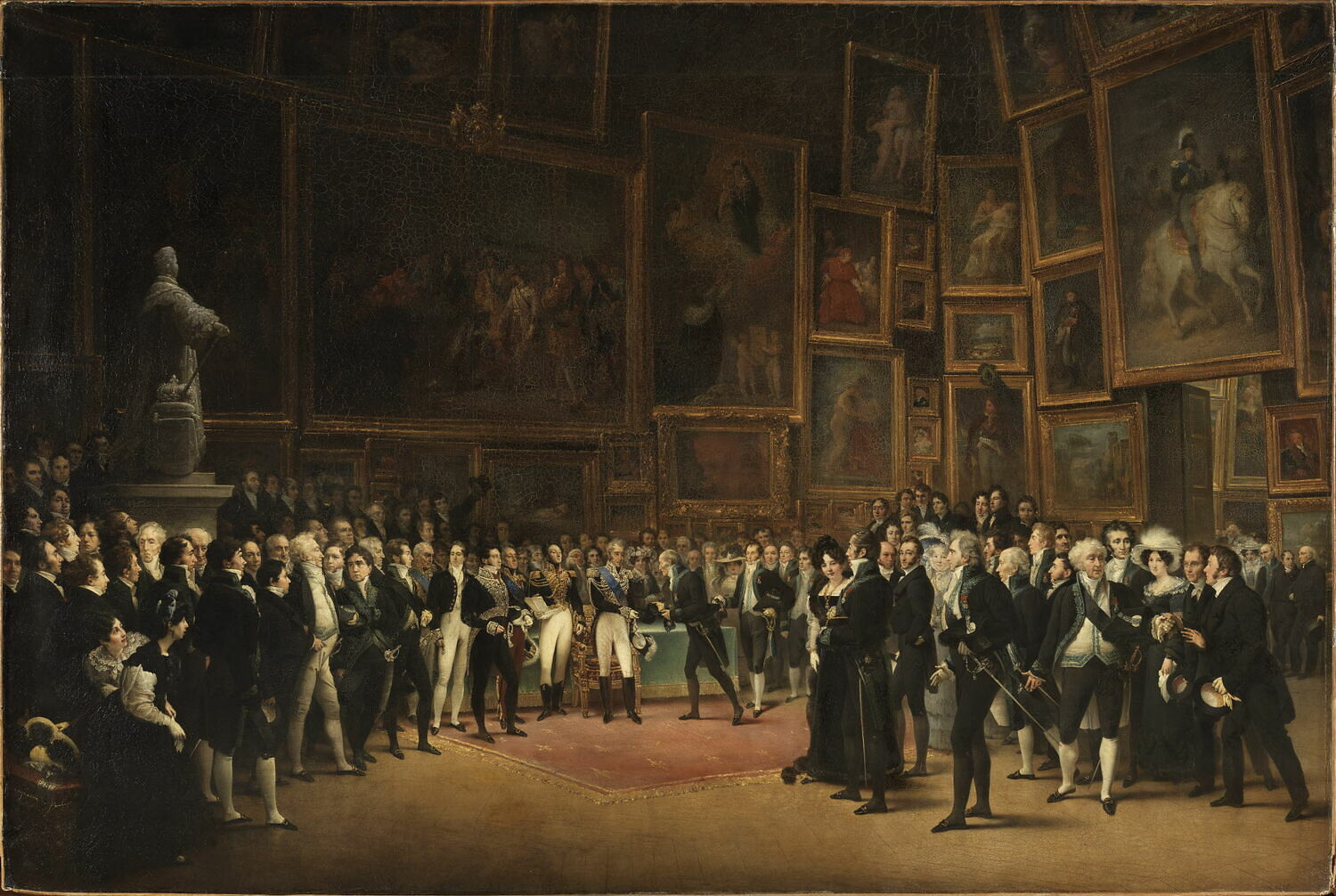
Charles X au Salon de 1824, par François Joseph Heim (Louvre)
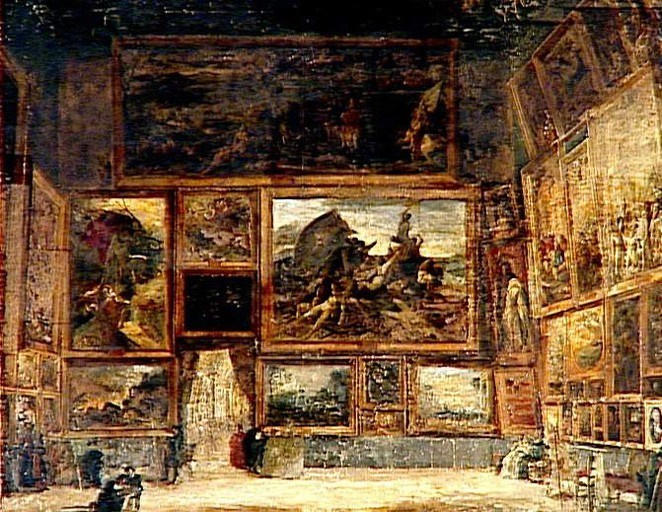
Le Salon de 1831 avec Le Radeau de la Méduse de Théodore Géricault, par Nicolas Sébastien Maillot (Louvre)
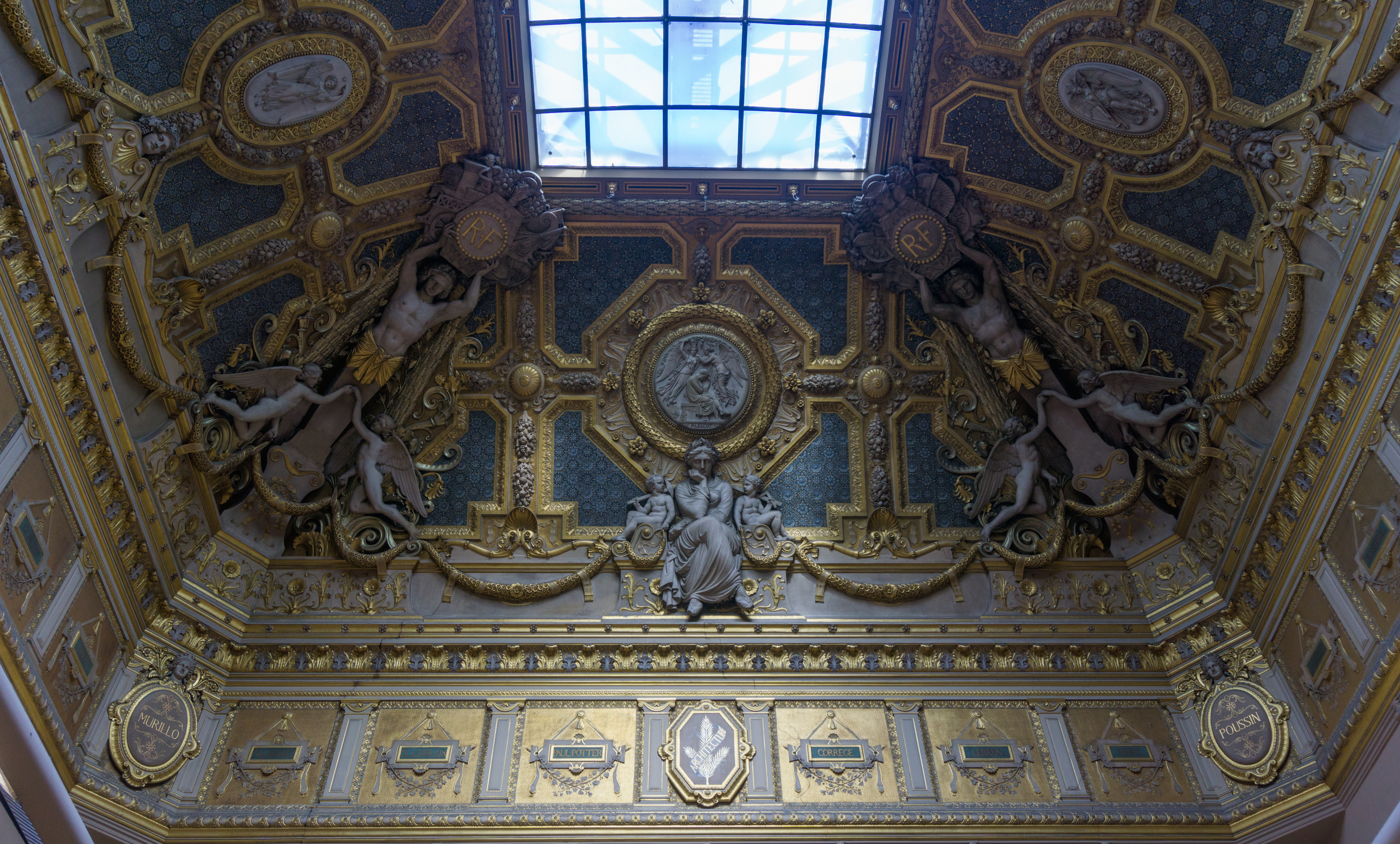
Détail du plafond conçu par Duban en 1849-1850
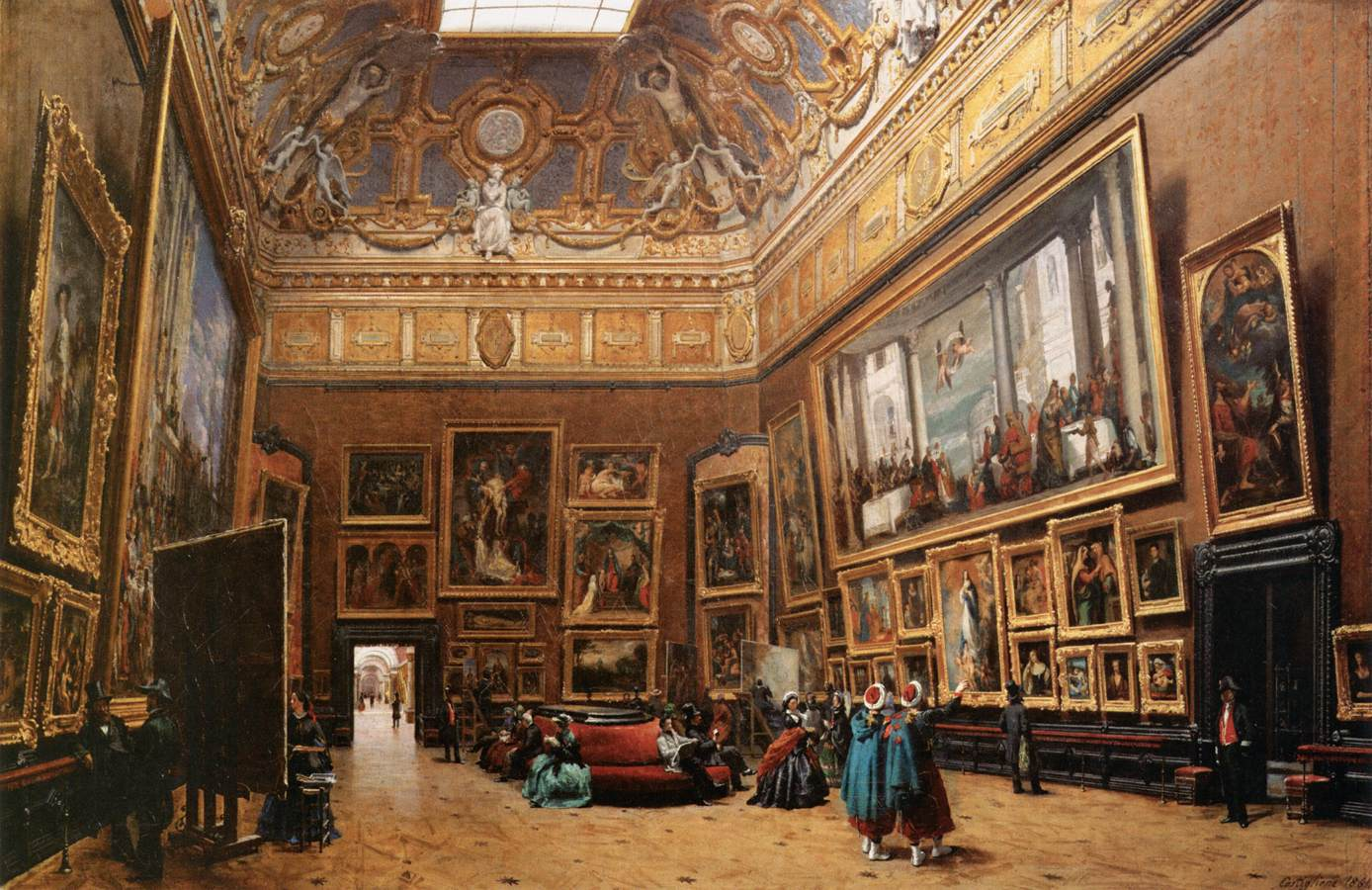
Le Salon Carré en 1861, par Giuseppe Castiglione (Louvre)
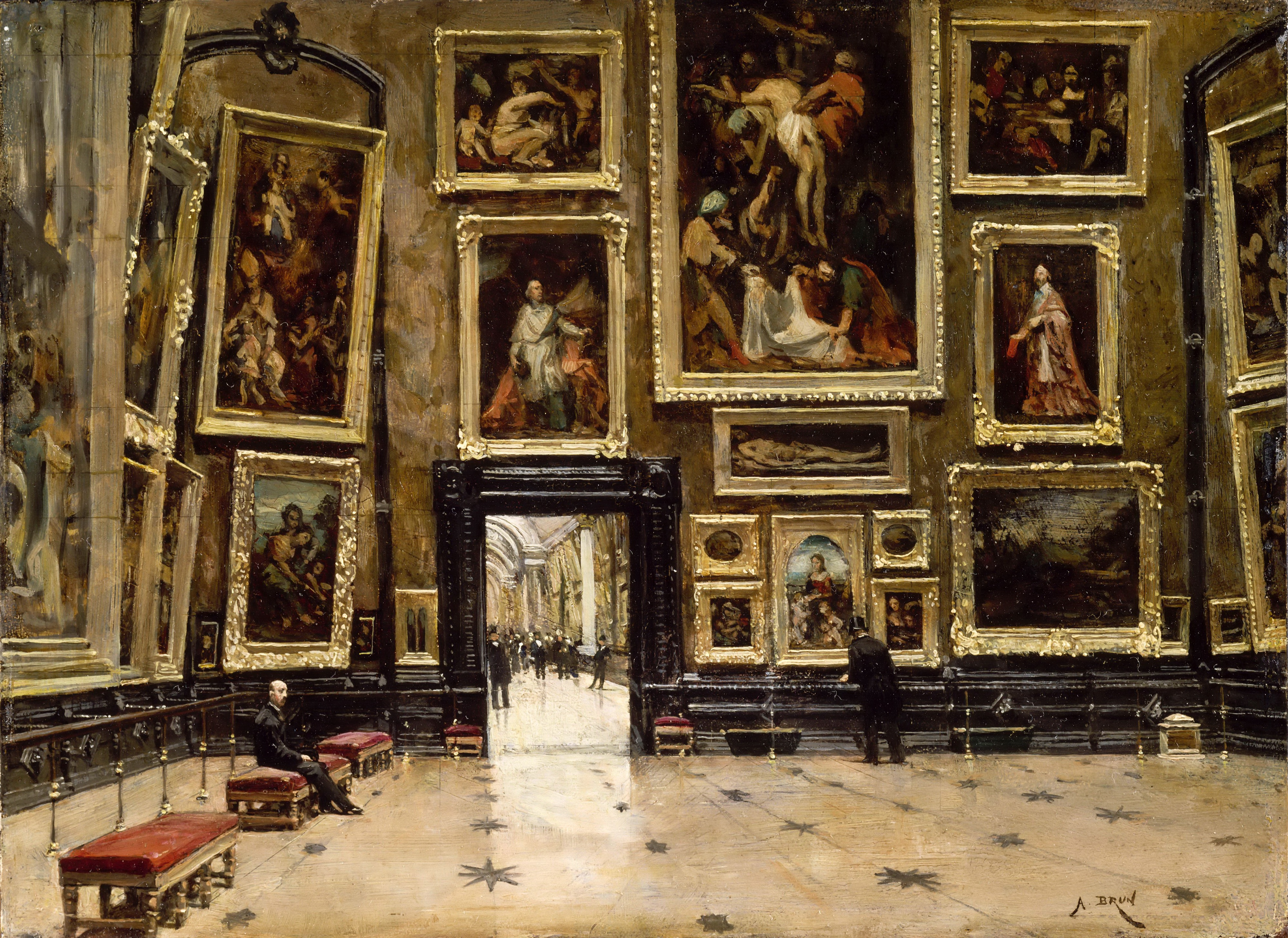
Salon Carré vers 1880, par Alexandre Jean-Baptiste Brun (Louvre)
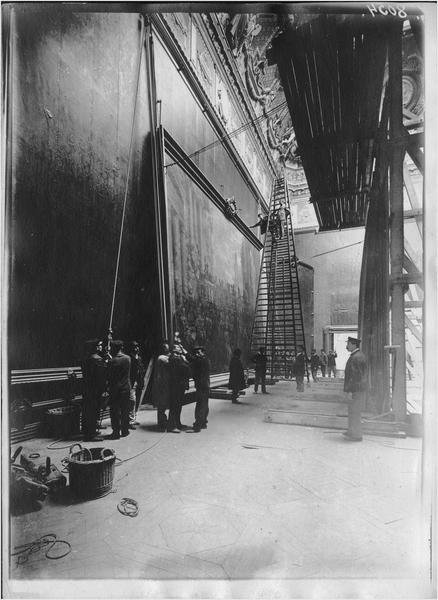
Réinstallation des Noces de Cana de Véronèse en 1918
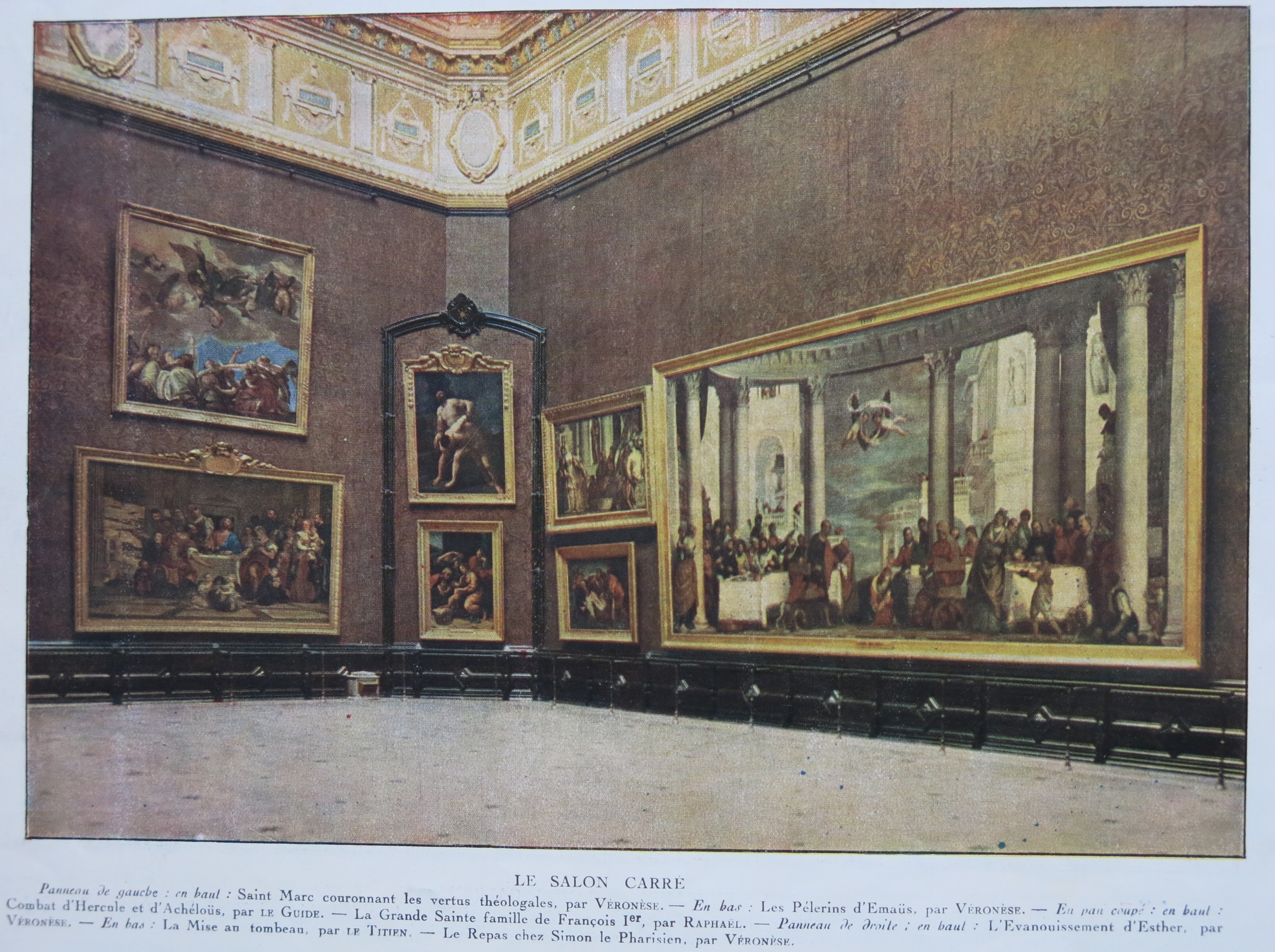
Salon Carré en 1929, dans L'Illustration
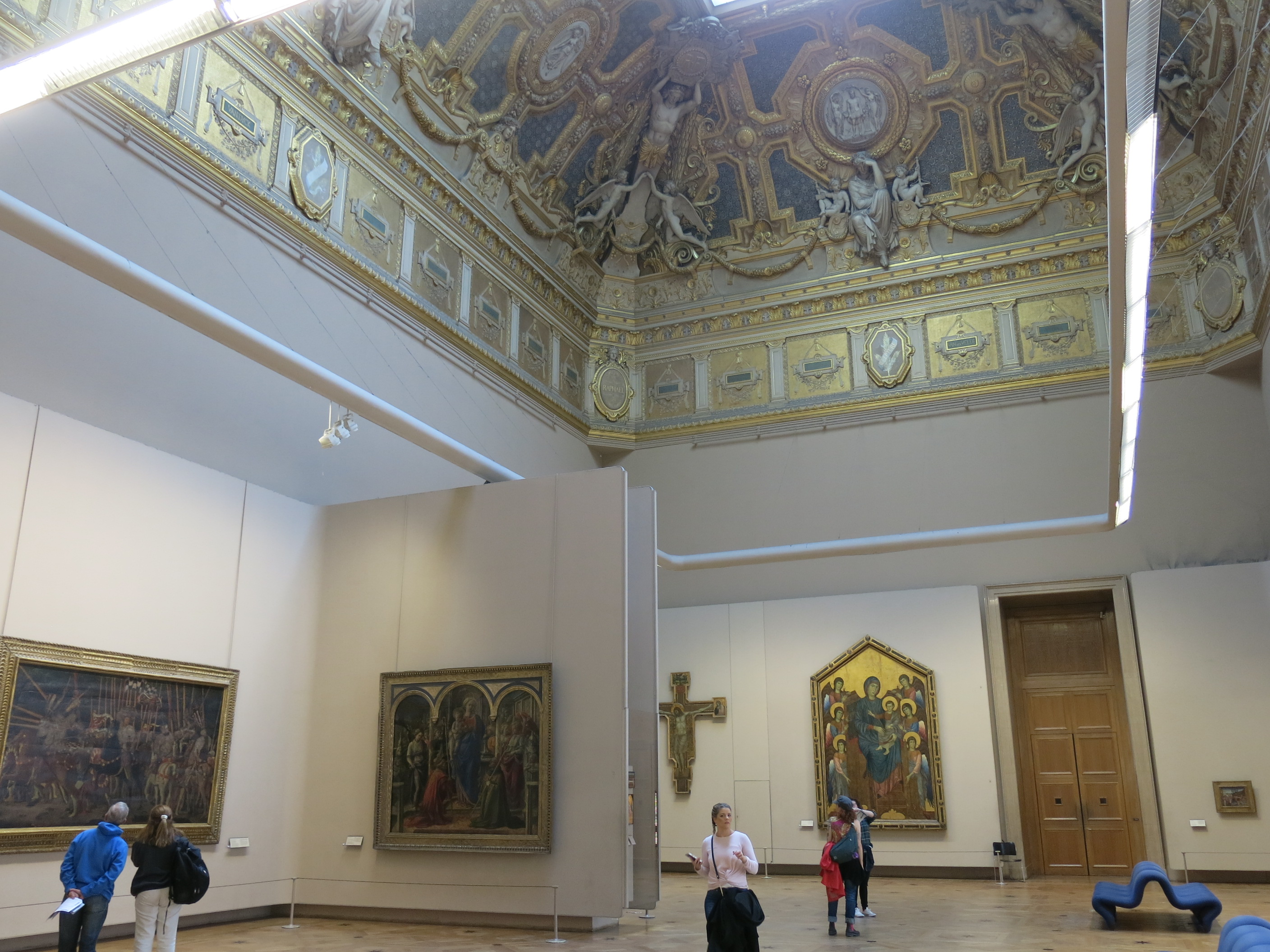
Muséographie de Marc Saltet de 1972 avec fauteuil conçu en 1967 par Pierre Paulin